# Svartmaskad falsktangara
Svartmaskad falsktangara (Mitrospingus cassinii) är en fågel i den nyskapade familjen falsktangaror.

## Utseende och läte
Svartmaskad falsktangara är en 18 cm lång tätting med drag av både tangara och trupial. Näbben är rätt lång, slank och konformad och i ansiktet syns karakteristiskt korta och stela fjädrar. Ovansidan är svart förutom gult på hjässa och nacke, undersidan smutsgul. Ögat är tydligt gråvitt. Den är en högljudd fågel som konstant avger olika hårda och tjattrande läten.

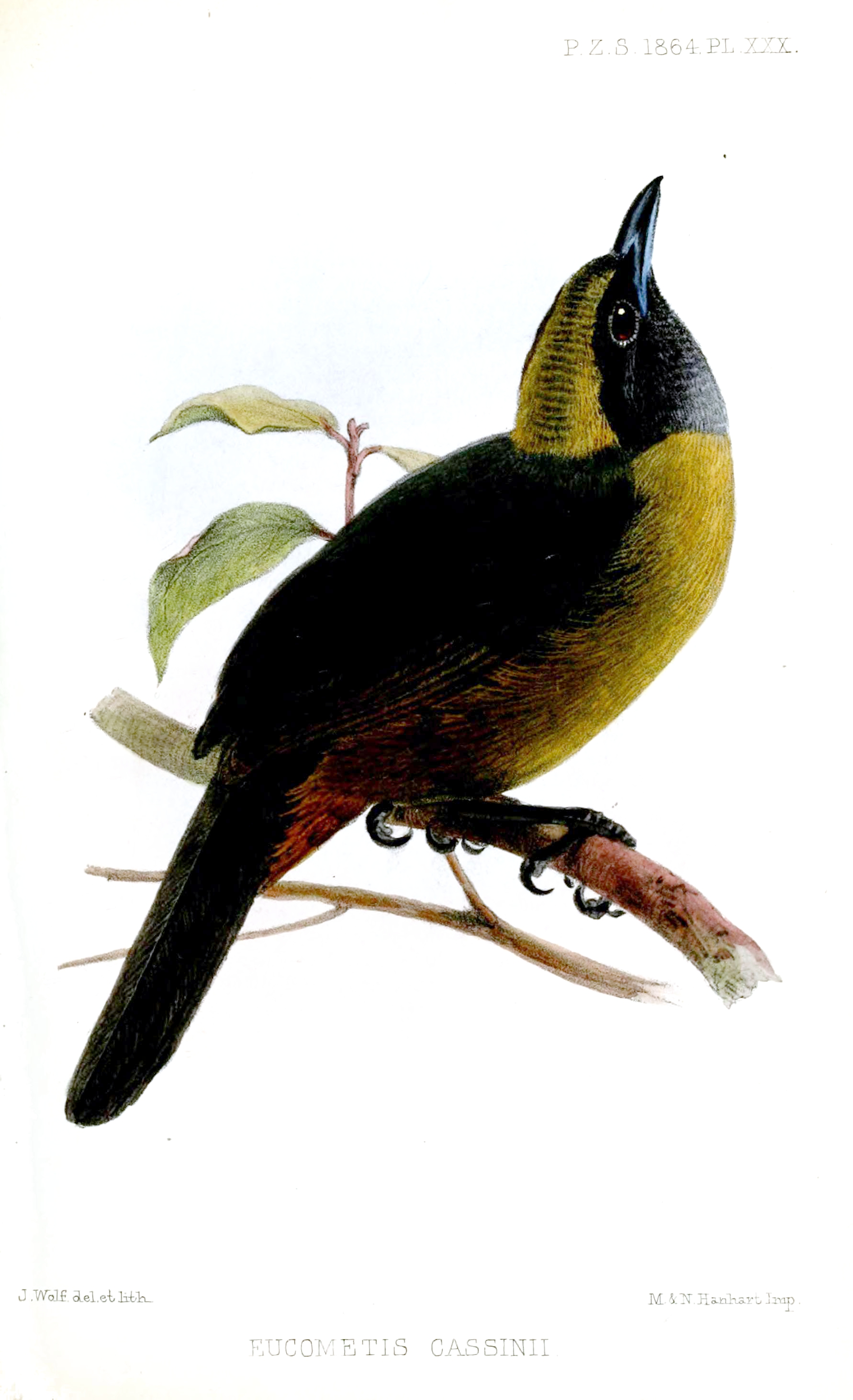

## Utbredning och systematik
Svartmaskad falsktangara delas in i två underarter med följande utbredning:
- Mitrospingus cassinii costaricensis - förekommer i karibiska låglandet i östra Costa Rica och västligaste Panama
- Mitrospingus cassinii cassinii - förekommer i tropiska östra Panama till västra Colombia och västra Ecuador

### Familjetillhörighet
Traditionellt har arten okontroversiellt placerats i familjen tangaror (Thraupidae). DNA-studier pekar dock på att släktet Mitrospingus tillsammans med Lamprospiza melanoleuca och Orthogonys chloricterus utgör en egen utvecklingslinje, systergrupp till både tangaror och kardinaler, och förs allt oftare till den egna familjen Mitrospingidae. Därför har också dessa arter fått nytilldelat svenskt gruppnamn, falsktangaror.

## Levnadssätt
Svartmaskade falsktangarorna hittas i olika sorters skogsbryn med snårig undervegetation, allra helst intill rinnande vattendrag. Den ses nästan alltid långt ner i tät vegetation, i högljudda artrena flockar. Under födosök snärter den till med vingar och stjärt.

## Status och hot
Arten har ett stort utbredningsområde och en stor population, men tros minska i antal, dock inte tillräckligt kraftigt för att den ska betraktas som hotad. Internationella naturvårdsunionen IUCN listar därför arten som livskraftig (LC). Beståndet uppskattas till i storleksordningen 50 000 till en halv miljon vuxna individer. Den beskrivs som rätt vanlig.

## Namn
Fågelns vetenskapliga artnamn hedrar den amerikanske ornitologen John Cassin (1813–1869). På svenska kallades arten tidigare svartmaskad tangara, men har justerats för att korrekt återspegla dess släktskap.